# さんた丸や

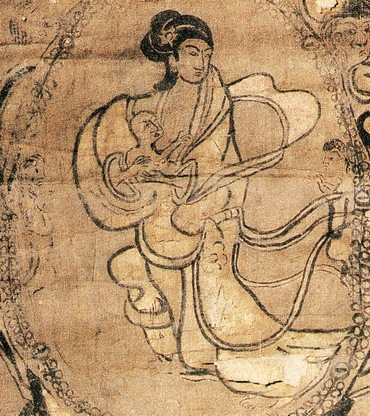
隠れキリシタンの聖母子像の例

さんた丸や（さんたまるや）は、長崎県に伝わる隠れキリシタンの聖書『天地始之事』に登場する聖母。
Santa Maria (サンタマリヤ、ポルトガル語・スペイン語) のかな転写の一種。転写のヴァリアントには、さんた丸屋、サンタ・マルヤ、三た丸や、さんた まりや等がある。

## 概要
さんた丸やの生涯は、『天地始之事』の第五章「さんた丸や御艱難の事」によると、以下のように述べられている。
その昔、ろそんの国のある貧乏な大工のもとに丸やという娘がいた。丸やは頭が良く、人々の魂の救われる方法を常に考えていた。
あるときに天のお告げを受けた丸やは、一生結婚せずに生涯を送ることを決めた。しかし丸やの住んでいた国の王が求婚してきた。丸やは自分は結婚できないと言い、奇跡を起こした。丸やが祈りを捧げると、6月だというのに雪が降ってきたのである。人々が驚く中、空から花車が舞い降り、丸やはそれに乗って空へと昇って行った。以来丸やは「雪のさんた丸や」と呼ばれるようになった。
丸やが地上に戻った後、大天使さんがむりやありかんじよ（ガブリエル）が「お前の穢れのない体を借りたい」と言い、蝶の姿となって丸やの口の中へ飛び込んだ。すると丸やは懐妊した。しかし丸やの両親は娘の懐妊を知ると、王の怒りを恐れて丸やを勘当してしまった。
丸やは他国の野山を彷徨った末、べれん国という地の牛小屋で赤ん坊を産んだ。外は寒かったが、小屋の牛や馬が息を吐きかけて赤ん坊を暖めてくれた。それを見た小屋の持ち主の百姓は、囲炉裏の火で丸やと赤ん坊をもてなした。この赤ん坊が、じゆすきり人（イエス・キリスト）である。
丸やは赤ん坊が大きく育った後、天に昇った。かつて自分に求婚した王が亡くなって天にいたので、丸やは王と夫婦になったということである。

## 「天地始之事」テキスト
- 田北耕也校注「天地始之事」,海老沢有道他編著『キリシタン書/排耶書』(日本思想大系25,岩波書店,1970.),pp.381-409.
- 谷川健一翻刻・語注「天地始之事」,谷川健一・中城忠編『かくれキリシタンの聖画』(小学館,1999.),pp.47-188.